# Adam Falkiewicz
Adam Falkiewicz (ur. 4 stycznia 1980 w Warszawie, zm. 21 maja 2007 tamże) – polski kompozytor.

## Nauka i praca
Pierwsze lekcje kompozycji pobierał prywatnie w latach 1996–1999 u Włodzimierza Kotońskiego. Był absolwentem Państwowej Szkoły Muzycznej I i II stopnia. W latach 1999–2003 studiował kompozycję w Królewskim Konserwatorium w Hadze (Holandia) m.in. u takich profesorów jak Louis Andriessen, Diderik Wagenaar i Gilius van Bergejk. W latach 2002–2003 był stażystą w Institut de Recherche et Coordination Acoustique/Musique przy Centrum Pompidou w Paryżu.
W 2001 współuczestniczył wraz z Luciano Berio i Louisem Andriessenem w projekcie bachowskim Unii Europejskiej realizując zamówienie na utwór oparty na Die Kunst der Fuge. Rok później brał udział w kursach kompozytorskich we Francji, gdzie jego wykładowcami byli Brian Ferneyhough oraz Jonathan Harvey. W sezonie 2003/2004 był artystą rezydentem Centrum Sztuki Współczesnej w Warszawie.
Popełnił samobójstwo. 

## Wykonania
Jeszcze za życia jego utwory wykonywane były w Polsce, Francji, Holandii, Niemczech, na Węgrzech, w Wielkiej Brytanii, Włoszech oraz w Stanach Zjednoczonych przez takie zespoły, jak Nieuw Ensemble, Marten Altena Ensemble, Orkiestra Muzyki Nowej oraz Radiową Orkiestrę Symfoniczną w Warszawie.

## Współpraca artystyczna
Jako muzyk współpracował także z innymi artystami. Między innymi z Lukasem Gloorem i Bożenną Biskupską, tworząc muzykę do ich instalacji i performance'ów.
A także z Mają Kleczewską, Michałem Kotańskim oraz Krzysztofem Warlikowskim będąc autorem muzyki do ich filmów i sztuk teatralnych.

## Ważniejsze nagrody i wyróżnienia
- 1994 – III nagroda na Ogólnopolskim Konkursie Kompozytorskim im. Andrzeja Krzanowskiego za Fuoco na klarnet i organy (1994);
- 1995 – I nagroda na Konkursie Młodych Kompozytorów im. Tadeusza Bairda za Kwintet dęty (1995);
- 1996 – I nagroda na Konkursie Kompozytorskim im. Adama Didura za Salve Regina na sopran i orkiestrę kameralną (1996);
- 1997 – I nagroda na Konkursie Kompozytorskim im. Ryszarda Bukowskiego za Sorrapis na orkiestrę (1996);
- 1999 – wyróżnienie na Konkursie Kompozytorskim im. Andrzeja Panufnika za I Lock My Door upon Myself na 15 instrumentów smyczkowych (1999).
- 2000 – jego utwór Manitou na dwa flety poprzeczne, dwa flety proste i dwa fortepiany (1999) znalazł się w finale międzynarodowego konkursu dla kompozytorów młodej generacji Gaudeamus Music Week w Amsterdamie.

## Ważniejsze kompozycje
- Fuoco – na klarnet i organy (1994)
- The Deep of the Wood – na klarnet i żywą elektronikę (1994)
- I Lock My Door Upon Myself – na 15 instrumentów smyczkowych (1999)
- Hypnos – utwór radiowy na taśmę (1999)
- Manitou – na dwa flety traverso, dwa flety współczesne i dwa fortepiany (1999)
- Counterpoint Seven – na orkiestrę i live electronics (2001)
- Schwarz Weiss Grau – na video i taśmę kwadrofoniczną (2001)
- Spatial Counterpoint – dla trzydziestu wykonawców (2001)
- Canto to Ezra Pound – na orkiestrę kameralną i taśmę kwadrofoniczną (ADAT) (2002)
- Trois Chants d’une Anomalie – Chant I – na tenor, obój, gitarę, harfę, skrzypce i wiolonczelę (2002)
- Altitude 4810 – na taśmę kwadrofoniczną (2003)
- ESH – na klarnet, puzon i wiolonczelę (2004)
- Why am I talking to myself, is it the only alternative for being silent? – na skrzypce, klarnet, perkusję i fortepian preparowany (2004/2005)
- Pieśni Admeta – na kontratenor, klarnet, puzon i wiolonczelę (2005)

## Informacje dodatkowe
- 1 lipca 2007 w Akademii Muzycznej w Warszawie, z inicjatywy Związku Kompozytorów Polskich, odbył się pośmiertny koncert upamiętniający sylwetkę tego kompozytora.